# Касторо, Микеле
Микеле Касторо (итал. Michele Castoro, 14 января 1952, Альтамура, Апулия — 5 мая 2018, Сан-Джованни-Ротондо, Апулия) — итальянский католический священник, архиепископ Манфредония-Вьесте-Сан-Джованни Ротондо с 2009 года. 

## Биография
Он был рукоположен в священники 6 августа 1977 года и инкардинирован в тогдашней территориальной прелатуре Альтамуры. В течение нескольких лет он служил пастырем в прелатуре и был, среди прочего, архиерейским секретарём и духовником малой семинарии. С 1985 года работал в Римской курии. Первоначально он был сотрудником Конгрегации епископов, а с 2001 года был в секретариате Коллегии кардиналов.
14 мая 2005 года Папа Бенедикт XVI назначил его Ординарием Орийской епархии. Он был рукоположен в епископы 25 июня 2005 года кардиналом Джованни Баттиста Ре.
15 июля 2009 года Папа назначил его архиепископом Манфредония-Вьесте-Сан-Джованни Ротондо. Ингресс состоялся 19 сентября 2009 года.
Он умер 5 мая 2018 года в возрасте 66 лет.